# 赤坂ランプ
赤坂ランプ（あかさかランプ）は、広島県福山市赤坂町赤坂の国道2号赤坂バイパス上にあるインターチェンジである。

## 特徴
地形の関係で、上り線側出入口と下り線側出入口は100 mほど離れている。上り線側出入口が東側、下り線側出入口が西側に位置している。
赤坂バイパスが自動車専用道路ではないこともあってランプウェイの形は簡素なものになっており、加速車線も短い。

## 道路
- 国道2号赤坂バイパス

## 接続道路
- 福山市道

## 沿革
- 1998年（平成10年）3月14日 供用開始。

## 周辺
- 福山市立福山中・高等学校
- 福山市立赤坂小学校

## 隣
赤坂バイパス
早戸ランプ - 赤坂ランプ - 神村東ランプ - 神村西ランプ